# Arabsat 6D
O Arabsat 6D é um satélite de comunicação geoestacionário saudita que está sendo construído pela Taqnia Space. Ele está programado para ser colocado na posição orbital de 44,5 graus de longitude leste e será operado conjuntamente pela Arabsat e KACST.

## História
A Arabsat uniu-se ao instituto King Abdulaziz City for Science and Technology (KACST), da Arábia Saudita, para a aquisição de um satélite de comunicações geoestacionário da Taqnia Space, uma subsidiária da saudita Taqnia Holding. Este projeto continua a cooperação entre Arabsat e KACST, que começou com o SaudiGeoSat-1 em 2015, visando impulsionar a indústria espacial na Arábia Saudita.
O Arabsat 6D será o primeiro satélite geoestacionário da Arábia Saudita construído pela Taqnia Space. Ele será de propriedade da Arabsat e KACST. O Arabsat 6D é um satélite de comunicações que fornecerá serviços nas bandas Ka e Ku planejado para conectividade de televisão, banda larga e em voo.

## Lançamento
O satélite está programado para ser lançado ao espaço no ano de 2020.